# 乔哈尔 (印度)
乔哈尔（Chohal），是印度旁遮普邦Hoshiarpur县的一个城镇。总人口7433（2001年）。

## 人口
该地2001年总人口7433人，其中男性4405人，女性3028人；0—6岁人口1179人，其中男617人，女562人；识字率71.30%，其中男性为77.98%，女性为61.59%。